# يانوس ملك قبرص
يانوس من قبرص (1375 - 29 يونيو 1432)؛ هو ملك قبرص وبيت المقدس وأرمينيا كيليكيا من 1398 حتى 1432.

## النشأة
ولد يانوس في جنوة عندما كان والده جيمس الأول ملك قبرص وزوجته هلفيس دي بروانشفايغ-غروبنبغن أسرى لدى جنويين، اسمه كان تكريمًا لإله يانوس مؤسس جنوة وفقاً التقاليد الأسطورية. عندما اُنتخب والده توصلوا على اتفاق حول إطلاق سراحه للذهاب إلى قبرص الذي وقع في 2 فبراير 1383، وبموجب هذا الاتفاق حصل الجنويين على امتيازات تجارية جديدة في الجزيرة، ومع ذلك طالب الجنويين بالبقاء الأمير يانوس عندهم في جنوة كرهينة، وبعد جمع الأموال تم إطلاق سراحه في أكتوبر 1392 كان حينها بلغ من العمر الثامنة عشرة.

## الحكم
بعد وفاة والده في 9 سبتمبر 1398 تولى يانوس عرش قبرص وتوج في كنيسة سانت صوفيا في نيقوسيا في الحادي عشر من نوفمبر من نفس العام. وبحلول عام 1402 حاول استعادة فاماغوستا من سيطرة الجنويين، إلا أنه تراجع عن الخطة لاحقاً وأعدم العديد من المتأمرين، ومع ذلك حاول يانوس أيضا في 1403 إجراء مفاوضات مع حاكم جنوة جان لو مينغر إلا أن الإتفاق تم ببقاء المدينة تحت سيطرة جنوة، وفي وقت لاحق أجبر الشعب القبرصي على دفع الضرائب خاصة لتجميع الجيش وأدوات الحصار، بحيث تمكن من حصار المدينة لمدة ثلاثة سنوات ولكن عبثاً؛ بحيث كانت الإمدادات تصل عن طريق البحر إلى المدينة، وفي 1406 مع انتهاء الحصار حاول الجنويين احتلال ليماسول ولكن هزموا. وبعد سنتين تأثرت الجزيرة بالأوبئة وفي الوقت نفسه كانت هناك هجوم عنيف من الجراد في الجزيرة مما تسبب في أضرار في الزراعة مع وصول وباء جديد بين عامي 1419-1420. وفي الوقت نفسه أيضا كانت ولاتزال قبرص قاعدة دائمة للقراصنة والمغامرين. وبعد عدة غارات حول سواحل الجزيرة، كان عليه دخول في مفاوضات مع سلطان مصر من خلال ممثليه ومع ذلك لم يتمكن من وقف تلك الغارات.
أرسل سيف الدين برسباي سلطان مصر قوة عسكرية إلى الجزيرة بحيث استطاعت احتلال بعض مناطق الهامة على الجزيرة من فاماغوستا وليماسول وأيضا لارنكا وكيليا والعديد من المدن الأخرى، وفي صيف 1426 شن المماليك هجوماً واسع النطاق على الجزيرة بقوات أكثر من 3000 رجلًا منهم المماليك والأتراك والعرب، وصلوا الجزيرة مع 180 سفينة بالقرب من أفديمو استطاعت احتلال ليماسول مرة أخرى حشد يانوس جيشه وانتقل من نيقوسيا إلى ليماسول طالباً الدعم من أوروبا ولكن دون جدوى، مع أن الجنويين يعتبرون أعدائه كما أن البنادقة وغيرهم لا يريدون تدمير علاقاتهم التجارية مع السلطان.
بعد معركة شيروكيتيا في 7 يوليو 1426 ضد المماليك تم القبض عليه من قبل القوات المصرية، لذلك بقى يانوس أسيرًا لعشرة أشهر في القاهرة، خلال أسره تولى شقيقه هيو دي لوزينيان أسقف نيقوسيا مسؤولية الجزيرة.
استطاع المماليك الموصلة في استكمال الفتح لارنكا ثم نيقوسيا عاصمة المملكة. فرت العائلة المالكة نحو كيرينيا المدينة المحصنة لما استغرق المماليك في جمع الغنائم والأسرى قبل مغادرتهم المدينة. وقد أدت هذه الكوراث في عهده من العميلات الحربية ضد المماليك والجنويين والغارات السابقة والأوبئة وغزو الجراد إلى تدهور حالة الجزيرة بحيث عاشت في فقر مدقع مما أدى إلى قيام الثورة بقيادة شخص يدعى أليكسيس الذي أعلن نفسه ملكاً في ليفكونيكو بحيث كانت الثورة كبيرة ومدعومة من قبل أغلب السكان، الذين انتخبوه أغلب قادة الجيش في العديد من الأماكن في قبرص.
في حين كان يانوس في القاهرة تم إذلاله بحيث رُبط بسلاسل وإجباره على ركوب الحمار لملاقاة السلطان، وأيضا قبَّل الأرض بين رجلين السلطان طالبًا استعطافه في إطلاق سراحه، وأخيرًا بعد وساطة الأوروبين تم إطلاق سراحه بعد ما أجمعوا أموال الفدية التي بلغت حوالي مائتي ألف دينار، ومع ذلك كان على قبرص دفع مبلغ سنوية مقابل 5000 دوقية، بحيث استمرت الجزيرة في الدفع هذه الجزية حتى بعد نهاية حكم الفرنجة لجزيرة، وبجانب يانوس تمكن أسر بعض الأسرى بدفع الفدية لهم، وفي حين بعض الأخر تم بيعهم كعبيد لعدم تمكنهم من دفع الفدية. وبينما كان يانوس أسيرًا كانت الأحداث في قبرص صعبة جداً بحيث حاول النبلاء وأفراد العائلة المالكة التعامل مع تمرد أليكسيس ومحاولة الإفراج عن يانوس، وبمساعدة من أوروبا تم قمع التمرد بعد 10 أشهر، وألقي القبض على زعيم المتمردين، وبعد أن تم أعدامه في 12 مايو 1427، عاد الملك يانوس إلى بافوس من القاهرة.

## الزواج والأبناء
تزوج يانوس أولا في وقت مابعد يناير 1400 تزوج من إنجليسيا فيسكونتي ابنة بيرنابو فيسكونتي؛ ومع ذلك تم الطلاق في 1408 دون إنجاب أبناء، ثم تزوج من شارلوت دي بوربون ابنة جان الأول، كونت لامارش وكاترين من فندوم؛ انجبت له ستة أبناء ومنهم:-
- يوحنا الثاني ملك قبرص (1548-1515).
- آن دي لوزينيان (1418 أو 1419 - 1462)؛ تزوجت من لودفيكو، دوق سافوي.

وأيضا لديه ثلاثة من أبناء غير شرعيين من قبل محظيات مختلفات.